# Alternative (Zeitschrift)
Alternative war eine deutsche Literaturzeitschrift, die seit 1964 von Hildegard Brenner in Berlin als Zeitschrift für Literatur und Diskussion herausgegeben wurde und sich als Zeitschrift der Neuen Linken verstand.

## Die VorgängerinnenLyrische BlätterundVisum
Die Vorgängerin der Zeitschrift Alternative, die Zeitschrift Lyrische Blätter, erschien im 1956 gegründeten Ansgar-Skriver-Verlag Berlin. Es war eine Folge von schmalen Heften, in denen sich kritische, meist junge Autoren zu Wort meldeten. Die Herausgeber waren Hans-Christian Kirsch, Reimar Lenz und Ansgar Skriver. Ein herausragendes Heft war 1957 die Nummer 13, in der junge polnische Autoren zu Wort kamen, zum ersten Mal in Westdeutschland.
Auch die in Südwestdeutschland erscheinende Lyrikzeitschrift Visum ging in der Alternative auf.

## Die ZeitschriftAlternative
Im August 1958 entstand die Zeitschrift „Alternative – Blätter für Lyrik und Prosa“ – herausgegeben von Reimar Lenz und Richard Salis – durch den Zusammenschluss der Zeitschriften „Lyrische Blätter“ und „Visum für Lyrik, Prosa und Graphik“. Das erste Heft enthielt Gedichte von Christoph Meckel (Flaschenpost für eine Sintflut, Erziehung des Prinzen), Hans-Christian Kirsch, Jürgen Mittelstrass (Mörder und Mann), Jürgen Beckelmann (Schiessplatzidylle, Exklusiv-Bericht), Richard Salis (Emigration), Peter Rühmkorf (Auf dieser Woge Pernod, Der diese Lake soff) und des London-Emigranten Arno Reinfrank (Wissenschaftliche Eintragung). Dazu Texte von Reimar Lenz (Das Mißverständnis der modernen Lyrik) und Werner Dohm (Die Schützenwiese) sowie zwei Illustrationen von Willi Baumeister (zu Shakespeares Sturm). 1961 wurde der Untertitel in „Zeitschrift für Dichtung und Diskussion“ geändert, Herausgeber waren nun Reimar Lenz, Eva Müthel und Stefan Reisner.
Reimar Lenz, laut Claus Leggewie einer der ersten deutschen Kofferträger, den Unterstützern der algerischen Unabhängigkeit, hatte 1959 damit begonnen, Material über den Algerischen Unabhängigkeitskrieg zu sammeln. Er fand in Berlin Unterstützer, die sich als Algerien-Projekt konstituierten und eine Ausstellung zusammenstellten, die die Gräuel des Algerienkriegs in der BRD zum Thema machte. Die Ausstellung tourte von West-Berlin aus durch mehrere deutsche Universitätsstädte, und das Ausstellungsteam hinterließ ein Tagebuch – „ein schönes Dokument der Politisierung in der frühen Bundesrepublik“ –, das im Februar 1962 in der alternative abgedruckt wurde (Ausgabe 22).
Als Ansgar Skriver 1963 Berlin verlassen hatte, übernahm Anfang 1964 Hildegard Brenner den Verlag und die Herausgabe der Zeitschrift, nunmehr unter dem Titel „Zeitschrift für Literatur und Diskussion“. Die Jahrgänge zählten mit Jahrgang 7 weiter. Der Verlag erhielt den Namen der Zeitschrift. Redaktionsmitglieder waren neben Hildegard Brenner u. a. Georg Fülberth, Helga Gallas, Heinz Dieter Kittsteiner, Klaus Laermann, Helmut Lethen, Hartmut Rosshof, Peter B. Schumann; Gestaltung: Ulrich Harsch.
Das erste von Hildegard Brenner verantwortete Heft „Schriftsteller in der DDR“ enthielt als Erstveröffentlichungen Texte von Volker Braun, Peter Hacks, Hartmut Lange, Christa Reinig, Johannes Bobrowski, Wolf Biermann, Günter Kunert, Heiner Müller, Franz Fühmann, Bernd Jentzsch u. a.
Themen waren u. a.: Was ist ein nationalsozialistischer Roman? (Heft 36); die Sammlung tschechoslowakischer Lyrik, Prosa und Dramatik mit Texten von Milan Kundera, Václav Havel u. a. (Heft 42/43); eine Dokumentation zur Strukturalismusdiskussion mit Beiträgen u. a. von Louis Althusser, Roland Barthes, Michel Foucault, Lucien Goldmann, Jacques Lacan, Claude Lévi-Strauss und Jean-Paul Sartre (Heft 54); und die Ausgabe „Der andere Blick – feministische Wissenschaft?“ (Heft 120/121).
Mit dem Heft 145/146 „Im Aufriß“ stellte die Zeitschrift 1982 ihr Erscheinen ein. Dazu schrieb die Redaktion: „Die linke Theorie, wie ‚Alternative‘ sie mitgetragen hat, hat […] keinen Ort und keinen Reflexionsraum mehr. […] Und die sich innerhalb der sozialen Protestbewegungen zur Wehr setzen, machen keinen Gebrauch von dem, was wir produzieren. Damit verliert eine Zeitschrift wie ‚Alternative‘ nicht nur ihr Publikum, sondern auch ihre Funktion.“